# 吴泾福音堂
吴泾福音堂位于中国上海市闵行区龙吴路5330号，为一座基督新教教堂，建于1989年10月，建成于1990年9月。初建时占地3.66亩，建筑面积322平方米，有700个座位。1995年7月登记，1998年扩建。

## 开放时间
周日 8：00—10：45